# Улрих IV фон Раполтщайн
Улрих IV фон Раполтщайн (на немски: Ulrich IV (VII), Herr von Rappoltstein-Hohenack; † между 11 юли и 5 септември 1377) е фрайхер, господар на Раполтщайн (днес Рибовил) и Хоенак в Елзас (1368 – 1377).

## Произход и наследство
Той е син на фрайхер Йохан III фон Раполтщайн/II († пр. 25 май 1362) и съпругата му Елизабет фон Геролдсек-Лар († 17 февруари 1341), дъщеря на граф Валтер IV фон Геролдсек († 1355) и Елизабет фон Лихтенберг († сл. 1314), дъщеря на Йохан I фон Лихтенберг († 1315) и Аделхайд фон Верденберг († 1343). По баща е внук на Хайнрих III фон Раполтщайн († 1312/1313) и Сузана фон Геролдсек († 1308). Потомък е на Улрих I фон Раполтщайн († 1267) и Рихенца фон Нойенбург († сл. 1267). Брат е на Бруно фон Раполтщайн, господар на Рибопиер-Дампиер († 13 май 1398), и на (вероятно незаконна) сестра († сл. 1368), омъжена за граф Валрам III фон Тирщайн († 22 май 1403).
Господството Раполтщайн отива с неговата дъщеря Херцланда (Херцлауда) фон Раполтщайн през 1378 г. на графовете на Сарверден и през 398 г. на графовете фон Лупфен-Щулинген.

## Фамилия
Първи брак: ок. 1348 г. с Херцеланда (Ловелина) фон Фюрстенберг († 19 август 1362/14 февруари 1364), дъщеря на Готц (Готфрид) фон Фюрстенберг-Филинген († 1341) и Анна фон Монфор († 1373). Те имат една дъщеря:
- Херцланда (Херцлауда) фон Раполтщайн († сл. 1400), omwjena I. през юли 1378 г. за граф Хайнрих III фон Сарверден († 18 юли 1397), II. между 26 юли 1398 и 6 септември 1398 г. за граф Йохан I фон Лупфен-Щюлинген, ландграф фон Щулинген († 1436)

Втори брак: пр. 14 февруари 1364 г. с Маргарета от Лотарингия († сл. 9 август 1376), вдовица на Жан дьо Шалон, сеньор д'Оберив († 1360) и на Конрад граф на Фрайбург († пр. 1362), дъщеря на херцог Фридрих IV от Лотарингия (1282 – 1329) и Изабела/Елизабет Австрийска (1285 – 1353), дъщеря на германския император Албрехт I (1255 – 1308) и Елизабет Тиролска (1262 – 1313). Бракът е бездетен.
Трети брак: сл. 9 август 1376 г. с Кунигунда фон Геролдсек († 1403), дъщеря на Фридрих фон Геролдсек († 1369) и Валпургис фон Лютцелщайн († 1406). Бракът е бездетен.
Вдовицата му Кунигунда фон Геролдсек се омъжва втори път пр. 5 септември 1379 г. за Рудолф II фон Оксенщайн († пр. 27 март 1400).